# ケイオシアム
ケイオシアム（英: Chaosium Inc.）はアメリカ合衆国のロールプレイングゲーム（RPG）出版社。1975年にグレッグ・スタフォードにより創設された。現在営業しているRPG出版社の中では最古の一つである。最初に発売されたタイトルWhite Bear and Red Moon（後のDragon Pass）は、スタフォードが創作したファンタジー世界グローランサを舞台にしたウォーゲームであった。ケイオシアム製のゲームは長年にわたって高く評価され、数々の賞を受賞してきた。グローランサ世界を舞台にした『ルーンクエスト』やラヴクラフトの小説に基づく『クトゥルフ神話TRPG』はケイオシアム製テーブルトークRPGの代表作である。

## 歴史
1975年、スタフォードは神話的なファンタジー世界グローランサを描いた自作のボードゲームWhite Bear and Red Moonを出版するためにケイオシアム社（The Chaosium）を設立した。スタフォードによれば、自宅の近くにあるオー・ドットコー・「コロシアム」と、「大混乱（ケイオス）」の単語を組み合わせて社名を決めたという。当初ケイオシアムは主としてボードゲームの販売を行っていたが、1981年までにはTRPG部門が主力となっていた。
1978年、グローランサ世界を舞台とするTRPG『ルーンクエスト』が発売された。初版のゲームデザインはスティーブ・ペリンによる。1980年には同作第2版が発売され、以降6年にわたって数多くのサプリメントが刊行された。同作の先進的なスキルシステムと、宗教文化に至るまで詳細に設定された背景世界は高く評価され、その後のRPGの発展に大きな影響を与えた。
ケイオシアムは1980年にChaosium Inc.として正式に法人化された。この年、スタフォードとリン・ウィリスはルーンクエストのルールを16ページにまで簡略化して『ベーシック・ロールプレイング』（BRP）というルールシステムを作成した。BRPはスキル制の汎用ルールシステムで、GNS理論でいうシミュレーショニスト的なアプローチを取っていた。あらゆる背景世界に応用できる汎用ルールシステムという発想は、80年代に展開されたHero System、『ガープス』などに先駆けるものだった。ケイオシアムはBRPをベースにしていわゆる「d100システム」のゲームを多数リリースした。その代表である『クトゥルフ神話TRPG』（Call of Cthulhu）は特筆すべきヒット作となり、1982年の初版から現在まで版を重ねている。BRPを採用した作品としては、ほかにも『ストームブリンガー』（原作『エルリック・サーガ』）やElfquest（原作Elfquest）、Ringworld（原作『リングワールド』）などが挙げられる。これらは既存の小説やコミックブックを原作にしたTRPGの草分けでもあった。
1983年、ケイオシアムは大手ウォーゲーム出版社アバロンヒルと『ルーンクエスト』第3版の出版に関するライセンス契約を結んだ。アバロンヒルが同作の印刷・製本と販売を担当し、ケイオシアムはゲーム開発と編集に専念するというものだった。スタフォードが期待していたように『ルーンクエスト』の売り上げが飛躍することはなかったものの、1992年にケン・ロールストンがアバロンヒルの下でシリーズを統括するようになると、良質な製品の刊行が続いて世評が高まり、「ルーンクエスト・ルネッサンス」という言葉が生まれた。とはいえ、この時期にはケイオシアムは『ルーンクエスト』の制作に関与しなくなっていた。後にアバロンヒルは『ルーンクエスト』の刊行を放棄し、その版権はいくつかのゲーム出版社の間を渡り歩いた。

### 分裂と統合
1998年、Call of Cthulhu関連のトレーディングカードゲーム、Mythosの展開失敗により、ケイオシアムは深刻な経営不振に陥った。スタフォードは社長の座を返上してケイオシアムを退社した。Call of Cthulhu初版のデザイナーであったサンディ・ピーターセンも同時期に社を離れた。ケイオシアムは事実上いくつかのスピンオフ会社へと分割され、それぞれが製品ラインの一部を引き継いだ。ケイオシアムの古株社員で共同所有者でもあったチャーリー・クランクとリン・ウィリスはケイオシアムにとどまり、それぞれ社長とチーフエディターを務めた。
スタフォードが設立したイサリーズ社（en）もスピンオフ会社の一つである。スタフォードは背景世界グローランサの権利を保持しており、新作TRPG『ヒーローウォーズ英雄戦争』およびHeroQuestの制作に活用した。その後、スタフォードはグローランサ世界および関連シリーズのライセンスをムーンデザイン社（en）に譲渡した。
2000年代の初頭、ウィザーズ・オブ・ザ・コースト（WotC）社に端を発するd20システムのブームが起きた。ケイオシアムもこれに追随して『ストームブリンガー』のd20版であるDragon Lords of Melnibonéを刊行（2001年）したほか、WotCにd20版Call of Cthulhu（『コール・オブ・クトゥルフ d20』）の版権を与えた。
2003年にケイオシアムは何度目かの経営危機に陥った。この時期にケイオシアムの経営を支えていたのは、製本の質を落としたサプリメント書籍、ケイオシアム・モノグラフの直接販売であった。一時期のモノグラフは同人誌に近いもので、布テープで製本したコピー本が販売されたこともあった。
70年代に獲得していたマイケル・ムアコック作品の原作使用権を譲渡したのもこの時期であった。やがて、地道に続けられたモノグラフの刊行と、クトゥルフ関連ゲームのライセンス事業により、ケイオシアムの経営は徐々に好転していった。
ケイオシアムは2012年からKickstarterによって資金調達を行い始めた。2013年にはCall of Cthulhu第7版の出版がKickstarterプロジェクトとして実施された。これは1992年以来の大規模なルール改定として注目され、TRPG関連プロジェクトの水準を超える56万ドルの出資を獲得した。しかし、プロジェクト規模を大きくし過ぎたことと、海外出資者への郵送コストの問題により、ケイオシアムのKickstarterプロジェクトは遅延を重ね、収益性が悪化していった。そのさなか、ケイオシアムの株式を保持し続けていたスタフォードとピーターセンが2015年から取締役として経営に復帰した。ほどなくしてクランクは退職し、スタフォードが代表取締役社長、ピーターセンがクリエイティブ部門のリーダーに就任して経営の建て直しが図られた。
同年末のGen_Con2015において、ムーンデザイン社がケイオシアムの系列会社となり、同社スタッフがケイオシアムの経営陣に加わることが発表された。これにより、グローランサ世界と関連TRPGシリーズ（Hero Quest、『ルーンクエスト』）すべての版権がケイオシアム社に集結することになった。またCall of Cthulhuの刊行継続もアナウンスされた。
2016年4月より、Kickstarter出資者に対してCall of Cthulhu第7版の完成品が発送され始めた。

## 小説
ケイオシアムは1993年にゲーム以外の書籍（主に小説）の出版を開始した。その多くはH. P. ラヴクラフトによるクトゥルフ神話に関するものだった。ただし、同社から最初に出版された書籍はグローランサを舞台にしたグレッグ・スタフォードのファンタジー作品King of Sartarであった。
2015年のアンソロジーCassilda's Songはロバート・W・チェンバースの著作『黄衣の王』を下敷きにしたもので、寄稿者は全員が女性だった。本作は2015年の世界幻想文学大賞の2部門にノミネートされた。
ケイオシアムの出版物ではないが、スーパーヒーローSF小説のシリーズWild Cardsは、ケイオシアムのTRPG、Superworldのキャンペーンを小説に書き下ろしたものである。このキャンペーンはゲーム・オブ・スローンズの脚本で知られるジョージ・R・R・マーティンがゲームマスターを務め、その友人の作家たちがプレイヤーとして参加していた。

## 雑誌
ケイオシアムはこれまでに自社商品のプロモーションを目的とする雑誌を3誌刊行してきた。
- Wyrm's Footnotes ― 1976年から1982年までの間に14号が出版された。当初はWhite Bear and Red Moonを始めとするケイオシアム製ゲームを広く扱っていたが、1981年の11号からは『ルーンクエスト』の雑誌になった[11]。第14号以来、約30年にわたって刊行が途絶えていたが、2012年にムーンデザイン社によって第15号が出版された[12]。
- ディファレントワールズ ― 隔月刊で47号が出版された。ただし、ケイオシアムの下で出版されたのは1979年から1985年までの間の38号である。編集を担っていたタダシ・エハラ（en）は古くからのケイオシアム社員であったが、ケイオシアムの経営状態が破産寸前にまで落ち込んでいた1985年にSleuth Publications社に移り、1987年までディファレントワールズの刊行を続けた[1]。
- Starry Wisdom ― ラヴクラフト神話をテーマにした季刊誌で、1997年に3号が出版された。

## 主なゲームデザイナー
創業者のスタフォード自身、1985年にウォーゲームに関するチャールズ・S・ロバーツ賞の殿堂入りを果たしている優れたゲームデザイナーだが、それ以外にも多くの著名なゲームデザイナーがケイオシアム社のゲーム制作に関わってきた。例として以下が挙げられる。
- スティーブ・ペリン（en）[注 2]
- サンディ・ピーターセン（en）[注 3]
- リン・ウィリス（en）[注 4]
- ケン・ロールストン（en）[注 5]
- キース・ハーバー（en）[注 6]
- チャーリー・クランク（en）[注 7]
- ケン・セント・アンドレ（en）[注 8]
- ロビン・ロウズ（en）[注 9]
- ジョナサン・トゥイート [注 10]
- ロブ・ハインソー [注 11]
- デビッド・ハーグレイブ（en）[注 12]

LinkedInの創業者、リード・ギャレット・ホフマンは12歳の時にケイオシアムのエディターとして初めて給金を得た。